# Celebration (Schweizer-Drake-Album)
Celebration ist ein Musikalbum von Irène Schweizer und Hamid Drake. Die am 26. Juli 2019 beim 40. Festival für improvisierte Musik (Konfrontationen) in Nickelsdorf, Burgenland, entstandenen Aufnahmen erschienen am 16. April 2021 auf Intakt Records. Es war das letzte Album, das die Pianistin veröffentlichte; Schweizer starb Mitte Juli 2024 im Alter von 83 Jahren.

## Hintergrund
Pianistin Irène Schweizer am Klavier begegnete Hamid Drake am Schlagzeug. Das Paar hat mehrfach zusammen gespielt und Aufnahmen gemacht. Schweizer war besonders von der Klavier-Schlagzeug-Duo-Konfiguration angetan und hat zuvor mit Pierre Favre, Louis Moholo, Andrew Cyrille, Han Bennink, Günter Sommer aufgenommen. Wie Drake sind auch diese Schlagzeuger Spieler des „Lass uns alles einrichten und sehen, was passiert“, die sich mit Improvisation und spontanem Zusammenspiel auskennen, meint Dan McClenegan.
Schweizer hatte schon früher mit Drake zusammengearbeitet – sie begegnete dem Schlagzeuger zum ersten Mal 1995 durch Douglas Ewart bei einem FMP-Festival in Chicago, und später in den 1990er-Jahren arbeitete sie mit Drake und Fred Anderson bei Auftritten zusammen, die schließlich auf den Festivals von Willisau und Taktlos (Intakt, 2007) dokumentiert wurden. „Am 28. März 1998 habe ich zum ersten Mal mit Hamid am Taktlos-Festival in Zürich [im Duo] gespielt, und seither gilt er als mein Lieblings-Schlagzeuger. … Wenn ich mit Drake zusammen spiele, haben wir eine untadelige Kommunikation. Folgen und Führen ist eine Frage der gegenseitigen Abstimmung und nicht ein Kampf um Prominenz, sondern ein äusserst eleganter Dialog, so nah, intim und liebevoll! Ich freue mich riesig, endlich wieder mal mit Hamid spielen zu können!“ schrieb Schweizer im Vorfeld des Konzerts.
Allerdings dauerte es bis nach Mitternacht, bis sie in Nickelsdorf endlich spielen konnten. Es war einer der letzten Auftritte Schweizers; 2021, kurz nach ihrem 80. Geburtstag, zog sich die Pianistin aus gesundheitlichen Gründen vom Konzertbetrieb zurück.

## Titelliste
- Irène Schweizer / Hamid Drake: Celebration (Intakt Records Intakt CD 363)[8]

1. A Former Dialogue (Hamid Drake) 6:26
2. Hot Sunflowers 5:44
3. The Good Life 4:29
4. Twister 5:52
5. Stringfever 5:04
6. Blues for Crelier 3:17
7. Nickelsdorf Glow 2:59
8. Celebration 4:39
9. Song for Johnny – In Memory of Johnny Dyani 5:22

Wenn nicht anders vermerkt, stammen die Kompositionen von Irène Schweizer.

## Rezeption

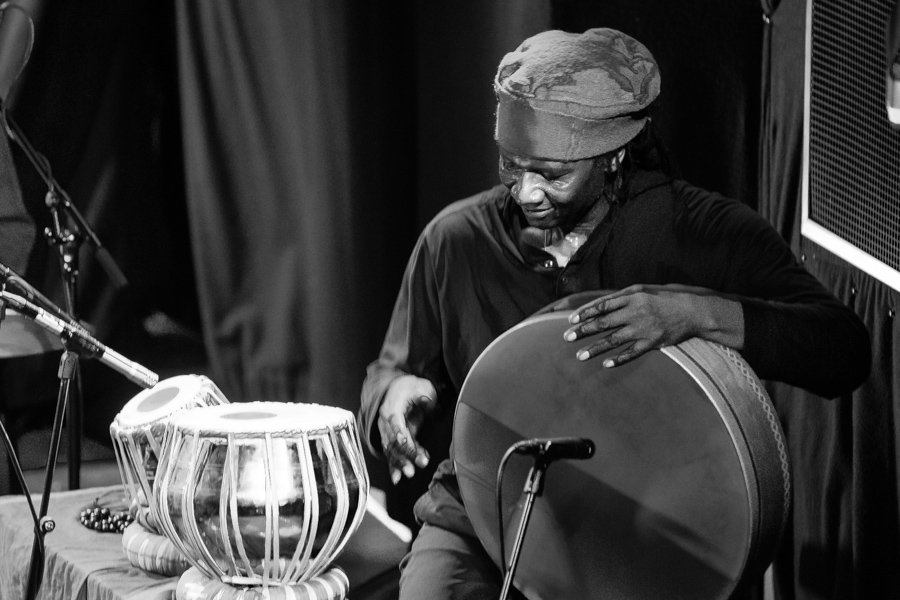
Hamid Drake auf den Kongsberg Jazzfestival 2019

Nach Ansicht von Dan McClenaghan, der das Album in All About Jazz rezensierte, ist „Celebration“ ein ohrenbetäubender Sturm des Free Jazz, der mit knallharten Perkussions-Klängen daherkomme. Bereits der Opener „A Former Dialogue“ würde die Hörer in ein Trommeldonner und ein Spritzen von fetten, mit Klavier gespielten Regentropfen einführen. Schweizers Klavieransatz klinge wie ein Angriff voller Ellbogen und Knie, der ein verrücktes, Cecil-Taylor-artiges Chaos erzeuge, durchsetzt mit Momenten knackiger Zartheit, flotter Spaziergänge und hübscher Träumereien. Für diejenigen, die mit Schweizers Kunst nicht vertraut sind, könnten diese Aufnahmen als Tor zu „sechs produktiven und großartigen Jahrzehnten aufgezeichneter Freiheit und Spontaneität“ dienen.
Manfred Papst, der Celebration in der Neuen Zürcher Zeitung vorstellte und mit fünf Sternen bewertete, erklärte, dass der Beginn des Albums zeige, wie der Ärger und die Nervosität (über den verspäteten Konzertbeginn) in positive Energie umschlage: Das spüre man förmlich in der einleitenden Improvisation. „Doch die Musik gewinnt rasch Atem und Farbe, die Ideen springen hin und her und münden in herrliche, südafrikanisch inspirierte Klänge.“
Dies sei eine mehr als würdige Ergänzung zu Schweizers beeindruckender Reihe von Duos mit erstklassigen Schlagzeugern, schrieb Troy Dostert (All About Jazz). Mit ihrer unbändigen Kraft und ihrem schreienden Temperament könne Schweizer so gut abliefern wie jeder andere, wenn es darum geht, das Klavier zu attackieren – nicht umsonst sei sie in ihren frühen Jahren oft mit Cecil Taylor verglichen worden. Dieses Erbe könne man hier auf „Hot Sunflowers“ hören, einem temperamentvollen Stück, das Schweizers aggressive Seite entfessle. Aber Drakes flüssige, Groove-lastige Technik bringe die anderen Seiten der Pianistin viel häufiger zum Vorschein: Vom rauen Funk in „The Good Life“ bis zum hartnäckigen Hardbop-Feeling von „Blues for Crelier“ zeige Schweizer, dass es mehr als möglich sei, Freiheit mit einnehmender Melodie und rhythmischer Leidenschaft zu verbinden. Bei diesem Konzert sei es der Groove, der zähle, und dies sei Musik, die die Seele berühre, mit all der Energie, die nötig ist, um die Köpfe wippen und die Füße mitwippen zu lassen. Es sei eine Freude, diese beiden zusammen auf der Bühne zu hören, und es sei offensichtlich, dass sie es auch ungemein genießen.